# Pentosanasa
Les pentosanases són enzims capaços d’hidrolitzar els pentosans per donar pentoses. Per tant, són pentosanases els enzims que hidrolitzen, per exemple, l'arabinosa, anomenades genèricament arabinases que són principalment l’α-L-arabinofuranosidasa (EC 3.2.1.55) i l'endo-1,5-α-L-arabinosidasa (EC 3.2.1.99). Tot i l'existència de les arabinases, la major part de les pentosanases que es troben a la natura actuen sobre la molècula de xilà, motiu pel qual sovint a la bibliografia s’utilitza el terme de xilanasa com a sinònim de pentosanases. Per tant, en realitat les xilanases són un cas particular, tot i que majoritari, de pentosanases. De fet, a part de les xilanases pròpiament dites, que són l'exo-β-1,4-xilanasa (EC 3.2.1.37) i l'endo-β-1,4-D-xilanasa (EC 3.2.1.8), existeixen altres enzims que actuen sobre el xilà i que també s’han de considerar pentosanases, per exemple les β-xilosidases (EC 3.2.1.37), les α-D-glucuronidases (EC 3.2.1.139), les acetil xilè esterases (EC 3.1.1.72), les esterases d'àcid ferúlic (EC 3.1.1.73) i esterases d'àcid p-cumàric (EC 3.1.1.73)

## Pentosanases a la natura
Diversos organismes han desenvolupat pentosanases per hidrolitzar els pentosans. Les arabinases han estat descrites en fongs i bacteris. Per exemple, el bacteri Bacillus subtilis produeix una arabinofuranosidasa i dues arabinases que utilitza per obtenir oligòmers d’arabinosil i de L-arabinosa dels teixits de les plantes.
Els enzims xilanolítics són produïts a la natura principalment per bacteris i fongs amb la finalitat de degradar els polisacàrids de la paret cel·lular vegetal, possiblement pel seu aprofitament com a font de carboni i d’energia. Entre aquests organismes, els fongs filamentosos són els que han despertat major interès com a productors d’aquests enzims en els darrers anys. La raó és que presenten elevats nivells d’activitat xilanolítica i, a més, secreten de forma freqüent els enzims desitjats al medi extracel·lular, fet que fa més fàcil la purificació d’aquests enzims com el seu ús directe en les diferents aplicacions. Són productors d’enzims xilanolítics tant els fongs Ascomycota com Penicillium, Aspergillus, Thermoascus o Trichoderma com els fongs Basidiomycota com Schyzofillium. Molts d’aquests fongs són sapròfits que s’alimenten de la matèria orgànica del sòl o viuen sobre matèria vegetal en descomposició. També produeixen aquests enzims els fongs micorrizògens i els paràsits i simbionts. A més, també presenten activitat xilanolítica els fongs levaduriformes i els llevats. Les xilanases són un grup d’enzims extracel·lulars produïts per diversos microorganismes com bacteris (sapròfits i fitopatògens), micorrizes, llevats, fongs, actinobacteris, i a més, protozous, insectes, crustacis, caragols i algunes llavors de plantes durant la fase de germinació al terra.

## Producció de pentosanases
S’han estudiat diferents alternatives de substrats per a la producció de pentosanases:
1.	La glucosa, la galactosa i l'arabinosa no indueixen la producció de pentosanases per part de B. pumilus o B. polymyxa mentre que la xilosa i el pentosà soluble en aigua sí que ho fan.
2.	La holocel·lulosa de la palla de blat i la L-arabinosa són els millors substrats per a la producció de pentosanasa per Trichoderma viride.
A més la pentosanasa també es pot produir en medis sintètics:
-Trichoderma viride: Afavorida per l'addició de brots de malta, solubles secs de destil·ladors o àcid glutàmic. El medi sintètic es veu afavorit per l'addició d'extracte de llevat, licor de blat de moro, brots de malta o una sèrie d'altres additius nitrogenats. Aquest medi augmenta el rendiment d’obtenció de pentosanases.
-Aspergillus niger: El medi es veu afavorit pel pentosà soluble en aigua de farina de blat, holocel·lulosa, blat i segó. El medi conté un 3% de segó mòlt, un 3% de licor de blat de moro neutralitzat amb hidròxid d'amoni i un 1% de carbonat de calci. Amb aquest medi sintètic s’obté un rendiment màxim a les 60 hores.
La pentosanasa sintetitzada a partir de medis sintètics té un pH òptim de 5,0 i es manté estable durant 30 minuts a 30 °C entre pH 4,0 i 5,8. Es precipita dels filtrats de cultiu amb etanol al 76% i emmagatzema com a pols seca a 2 °C. La pentosanasa obtinguda mitjançant medis sintètics es menté estable durant 1 any.

## Pentosans
Els pentosans són polisacàrids formats per pentoses, és a dir, per monosacàrids de cinc carbonis, com ara la xilosa, l'arabinosa. La seva fórmula general és (C₅H₈O₄)n i la seva hidròlisi dona com a únic resultat pentoses.
El xilà té una important funció estructural ja que es troba sobretot a la paret cel·lular secundària de les cèl·lules vegetals formant una interfase entre la lignina i altres polisacàrids.
L'arabinà o arabà és un pentosà molt menys abundant que el xilà, que s’ha trobat com a component de la paret cel·lular d’algunes algues verdes i d’algunes plantes com la remolatxa.

### Xilà

Fig 1. Estructura del xilà

El substrat de les xilanases, el xilà, és un polisacàrid complex compost per una cadena principal d'enllaços β-1,4 de residus de xilopiranosil que, segons l'origen vegetal, poden ser substituïts per cadenes laterals d'arabinosil, glucuronosil, metilglucuronosil, acetil, residus feruloil i p-cumaroil. Tot i que els hetereoxilans són els més abundants, s'han trobat homoxílans (xilans que contenen exclusivament residus de xilosa) a algunes plantes i algues, i en aquest últim cas també contenen enllaços xilosa β-1,6. La forma d’heteroxilà es troba majoritàriament a les fonts vegetals de manera que els termes glucuronoxilà i glucuronoarabinoxilà s’utilitzen freqüentment per designar els xilens de les fustes dures i les toves respectivament. Tant en els homoxilans com en els heteroxilans, el xilà presenta residus 4-O-metil-α-D-àcid glucurònic units al C-2 de la xilosa.
A les fustes toves, el xilà pot estar substituït també per α-L-arabinofuranosa en el C-3 d’aproximadament el 13% de la cadena de residus de la xilosa. En els heteroxilans, les cadenes laterals que substitueixen els residus de xilopiranosil aporten qualitats al xilà, com per exemple, la presència de grups acetil fan que aquesta pentosa sigui significativament més soluble.
Quan el xilà presenta un elevat contingut de residus arabinosil es denomina arabinoxilà.És el cas de les plantes herbàcies, que presenten un elevat nombre de residus d’arabinosil units per enllaços β-1,4 al C2 i/o C3 de la xilosa. Els arabinoxilans es troben a les parets cel·lulars primàries i secundàries de les cèl·lules vegetals especialment a les gramínies, però també a la fusta dels arbres i als grans de cereals.
A més, és important destacar que el xilà és un dels polisacàrids estructurals més importants a les cèl·lules vegetals i, després de la cel·lulosa, és el segon polisacàrid més abundant a la natura, que representa aproximadament un terç de tot el carboni orgànic renovable a la Terra. El xilà constitueix el component principal de l'hemicel·lulosa, que, juntament amb la cel·lulosa (1,4-β-glucan) i la lignina (un compost polifenòlic complex) constitueixen els principals constituents polimèrics de les parets cel·lulars de les plantes. Dins de l'estructura de la paret cel·lular, els tres constituents interaccionen mitjançant enllaços covalents i no covalents, i el xilà es troba a la interfície entre la lignina i la cel·lulosa, on es creu que és important per a la cohesió de la fibra i la integritat de la paret cel·lular de les plantes. Aquest pentosà es troba a una proporció del 25% al 30% del pes sec en cereals i grans (del 32% al 36% en el segó), del 15% al 25% a la fusta dels arbres caducifolis i del 5% al 15% a la fusta de les coníferes. En fustes dures el xilà està present formant cadenes molt llargues de 150 a 200 monòmers, mentre que en fustes suaus i altres materials vegetals, forma cadenes més curtes de 70-130 monòmers.
A causa de la seva heterogeneïtat i naturalesa complexa, la descomposició completa del xilà requereix l'acció d'una gran varietat d'enzims hidrolítics. Aquests enzims es poden classificar en dos grans grups: aquells que actuen sobre la cadena principal de la xilosa i aquells que tallen les cadenes laterals. La degradació de la cadena principal de la xilosa depèn de les xilanases (EC 3.2.1.8), que tallen enllaços dins del polímer, i β-xilosidases (EC 3.2.1.37) que escindeixen els monòmers de xilosa de l'extrem no reductor dels xilo-oligosacàrids i la xilobiosa. L'eliminació de les cadenes laterals xilanes està catalitzada α-L-arabinofuranosidases (EC 3.2.1.55), les α-D-glucuronidases (EC 3.2.1.139), les acetilxilanesterases (EC 3.1.1.72), les esterases d'àcid ferúlic (EC 3.1.1.73) i esterases d'àcid p-cumàric (EC 3.1.1.73).
S'ha trobat que els sistemes enzimàtics xilanolítics, incloses totes les activitats comentades amb anterioritat, estan bastant estesos entre els fongs, els actinomicets i els bacteris, i alguns dels productors d'enzims xilanolítics més importants inclouen els Aspergilli, Trichodermi, Streptomycetes, Fanerochaetes, Chytridiomycetes, Ruminococci, Fibrobacteres, Clostridia i Bacils. Els nínxols ecològics d'aquests microorganismes són diversos i generalitzats i solen incloure ambients on el material vegetal s'acumula i es deteriora, com en el rumen dels remugants.

#### Xilanases
Les xilanases (EC 3.2.1.8) són un tipus d’enzim endo que hidrolitzen els enllaços interns de l'esquelet del xilà en oligosacàrids més petits. Són els enzims clau per a la degradació del xilà i es diferencien per les seves especificitats respecte el polímer xilà. La majoria de xilanases també són actives sobre xilooligòmers de grau de polimerització superior a 2, mostrant afinitat creixent per xilooligòmers de longitud creixent.
Com que el xilà és un polímer gran, no pot penetrar a les cèl·lules, per tant, les xilanases han de ser secretades al medi extracel·lular per hidrolitzar-lo. De fet, la producció de xilanasa és induïda a través dels productes de la seva pròpia acció: de forma constitutiva aquests enzims estan a nivells baixos, de forma que, quan petits oligosacàrids solubles alliberats del xilà es transporten a l’interior de la cèl·lula, s’indueix l'expressió de les xilanases. Per exemple, en el fong Cryptococcus albidus, la xilobiosa es considera l'inductor natural o el precursor directe de compostos que indueixen l'expressió de xilanasa.Destacar que la regulació de la síntesis de xilanasa sovint es coordina amb l'expressió de cel·lulases.:
Tot i que la majoria de xilanases són enzims extracel·lulars generalment secretats per la via dependent de Sec, també s’han descrit xilanases periplasmàtiques en alguns bacteris del rumen i en Cellvibrio mixtus. Aquestes xilanases periplàsmiques probablement estan implicades en la descomposició de grans xilooligosacàrids i es troben a l'espai periplasmàtic per protegir-se de les proteases extracel·lulars. A més, recentment s'ha caracteritzat, a partir de Paenibacillus barcinonensis, una xilanasa citoplasmàtica que pot representar un nou tipus d’enzims implicats en la degradació del xilà. En comú amb altres tres xilanases més caracteritzades de Bacillus i Aeromonas, l'enzim de P. barcinonensis no té un pèptid senyal per exportar fora del citoplasma. Aquests quatre enzims constitueixen un grup de xilanases altament homòlogues, el paper proposat de les quals és la hidròlisi dels oligosacàrids curts resultants de la hidròlisi extracel·lular del xilà un cop han estat transportats dins de les cèl·lules.
La multiplicitat de xilanases pot sorgir de diferents processaments post-traduccionals del mateix producte genètic, tot i que molt sovint els diferents gens que codifiquen per la xilanasa s'han aïllat d'una soca microbiana definida. En aquest sentit, s'han aïllat almenys 4 gens de xilanasa de Fibrobacter succinogenes i 6 s'han caracteritzat a Cellvibrio japonicus (abans Pseudomonas cellulosa). La producció d'un sistema multienzim de xilanases, en què cada enzim té una funció específica, representa un estratègia per aconseguir una hidròlisi eficient del xilà.
El lloc actiu de les xilanases és una escletxa la disposició de la qual depèn del seu mode d’acció. Normalment mostra entre quatre i set subllocs per unir els anells de xilopiranosa a les proximitats del lloc catalític. Els llocs d'unió estan numerats en qualsevol direcció des del lloc catalític i s'assignen números positius en la direcció de l'extrem reductor del substrat, que constitueix el grup sortint (l'aglicona) i nombres negatius en la direcció de l'extrem no reductor, que roman lligat al lloc catalític de l'estat complex intermedi. La bibliografia mostra que els residus que formen els subllocs −2 i −1 d’unió del substrat es conserven entre les diferents famílies de xilanases, mentre que la part aglicona es pot localitzar en llocs variables.

##### Multiplicitat i dominis
Molts microorganismes produeixen múltiples xilanases.Aquestes tindran diverses propietats fisicoquímics, estructures, activitats específiques i rendiments, així com especificitats superposades però diferents, per tant augmentant l'eficiència i l'abast de la hidròlisi, però també la diversitat i complexitat dels enzims. Exemples típics de microorganismes que produeixen isoenzims de xilanasa inclouen Aspergillus niger, que produeix quinze xilanases extracel·lulars i Trichoderma viride, que en segrega tretze [26]. Aquesta multiplicitat pot ser el resultat de la redundància genètica [7], però s’han observat casos de processament post-traduccional diferencial [15].
Segons la seva arquitectura molecular, les xilanases, com les cel·lulases i altres carbohidratases, es poden classificar en dos tipus: enzims de domini únic o enzims multidomini. Les xilanases del primer tipus contenen un únic domini catalític, mentre que les xilanases multidominis tenen una estructura modular que comprèn, a més d’un domini catalític, diversos dominis auxiliars o suplementaris units per seqüències d'enllaç (linkers)(Gilkes et al., 1991; Gilbert i Hazlewood, 1993). Exemples de dominis suplementaris són els dominis d'unió a xilan [29], dominis d’unió a cel·lulosa (CBD)[30, 31], dominis dockerin (implicats en la vinculació a complexos multidomini produïts per certs microorganisme, per exemple, Clostridium thermocellum) [32,33], dominis termoestabilitzadors [34] i dominis per als quals la funció encara no ha estat establerta. Aquests dominis es pleguen i duen a terme la seva funció de manera independent i normalment estan separats per segments d'unió curts enriquits en aminoàcids hidroxil [4].
Els dominis d'unió a la cel·lulosa, dominis no catalítics més abundants en les xilanases, s'han caracteritzat i agrupat en diverses famílies (Tomme et al., 1998). Aquests afavoreixen la unió a diferents formes de cel·lulosa i pot alterar les microfibril·les d’aquesta per facilitar la degradació per les cel·lulases (Linder i Teeri, 1997).

##### Classificació de les xilanases
Com ja s’ha comentat, l'heterogeneïtat i la naturalesa complexa del xilà ha donat lloc a una gran diversitat de xilanases amb diferents especificitats, seqüències i plegaments. Wong et al. (1988) classifica les xilanases en dos tipus segons les seves propietats fisicoquímiques: un grup de baix pes molecular (<30 kDa) i pI bàsic, i un segon grup d'alt pes molecular (>30 kDa) i pI àcid. Tot i que hi moltes xilanases que es poden classificar en aquests grups, el nombre de xilanases descrites des de llavors ha augmentat enormement, i actualment s'han identificat moltes xilanases de propietats intermèdies que no encaixen en cap d'aquestes categories.
Posteriorment (1991) es va incorporar un sistema de classificació més complet en el qual es classifiquen no només les xilanases, sinó les glucosidases en general (EC 3.2.1.x). Aquest sistema es basa en la comparació de l'estructura primària dels dominis catalítics i agrupa els enzims en famílies de seqüències relacionades. La classificació inicial agrupava les cel·lulases i xilanases en 6 famílies (A-F), però es va actualitzar a 77 famílies el 1999 (1–77) i continua creixent a mesura que s’identifiquen noves seqüències de glucosidases. Actualment, s’inclouen més de 100 famílies (GH1 a GH106) que es poden consultar al servidor: Carbohydrate Active enZYmes CAZY Arxivat 2007-02-19 a Wayback Machine. server.
La majoria de famílies comprenen enzims amb la mateixa especificitat de substrat, tot i que un terç de les famílies són poliespecífiques, és a dir, inclouen enzims amb especificitats diverses pels substrats. Com l'estructura i el mecanisme molecular d'un enzim estan relacionats amb la seva estructura primària, el sistema de classificació reflecteix tant propietats estructurals com característiques mecàniques. Enzims dins d'una determinada família, per tant, tenen una estructura tridimensional i un mecanisme molecular similars i també s'ha suggerit que poden tenir una especificitat similar sobre substrats petits, sintètics i solubles. La cerca d’estructures relacionades en diferents famílies ha donat lloc a la introducció d'un nivell jeràrquic superior de classificació conegut com a superfamília o clan. Un clan és un grup de famílies que es creu que comparteixen un avantpassat comú i comparteixen estructures terciàries similars juntament amb la conservació dels residus catalítics i mecanismes catalítics. Actualment, s'han proposat 14 clans diferents (GH-A a GH-N), amb la majoria de clans englobant de dos a tres famílies, amb l'excepció del clan GH-A que engloba actualment 17 famílies.
Dins d'aquest sistema de classificació, normalment les xilanases es classifiquen dins de les famílies 10 (abans F) i 11 (abans G). Curiosament, amb la cerca de les bases de dades adequades (per exemple, CAZY Arxivat 2007-02-19 a Wayback Machine.) utilitzant el número de classificació de l'enzim en qüestió (EC 3.2.1.8) s’indica que també es troben enzims amb activitat xilanasa a les famílies 5, 7, 8, 16, 26, 43, 52 i 62. Si es fa un cop d'ull a la literatura disponible, però, mostra que només aquelles seqüències classificades en les famílies 5, 7, 8, 10, 11 i 43 contenen dominis catalítics realment diferents amb una activitat demostrada d'endo-1,4-β-xilanasa. Aquelles seqüències que formen part de les famílies 16, 52 i 62 són, de fet, enzims bifuncionals que contenen dos dominis catalítics; un domini de la família de xilanases 10 o 11 i un segon domini de la glicosidasa. Per exemple, un enzim de Ruminococcus flavefaciens conté una família amino-terminal xilanasa 11 i una família carboxi-terminal  liquenasa 16 i així es classifica en ambdues famílies 11 i 16. A més, aquells enzims classificats en la família 26 sembla que no són endo-1,4-β-xilanases, sinó endo-1,3-β-xilanases. Per tant, la vista actual que els enzims amb activitat xilanasa estan restringides únicament a les famílies 10 i 11 no és del tot correcte i s'ha d'ampliar per incloure les famílies 5, 7, 8 i 43.

##### Famílies glucosidases

###### Família 5
Actualment, la família 5 (antiga família A) de les glucosidases consta de 467 seqüències amb activitats diverses, incloent: endoglicosilceramidasa (EC 3.2.1.123), cel·lulasa (EC 3.2.1.4), liqueninasa (EC 3.2.1.73), β-manosidasa (EC 3.2.1.25), glucà 1,3-β-glucosidasa (EC 3.2.1.58), glucà endo-1,6-β–glucosidasa (EC 3.2.1.75), endo-1,4-β-manonasa (EC 3.2.1.78), cel·lulosa 1,4- β-cel·lobiosidasa (EC 3.2.1.91), endo-1,6-β-galactanasa (EC 3.2.1.164), 1,3- β-mananasa (EC 3.2.1.-) i endo-1,4-β-xilanasa (EC 3.2.1.8). Aquesta és la família de glucosidases més gran i només estan estrictament conservats entre tots els membres de la família set residus d'aminoàcids, inclòs el nucleòfil i el residu àcid/base general.
És una família d’enzims força diversa, amb alineaments estructurals amb desviacions rms de 1,25 ± 0,12 Å entre residus equivalents entre els membres de la família i fins i tot s’ha suggerit una altra classificació d’aquesta família en nou subfamílies.
Dins d’aquesta família, s’han detectat vuit enzims amb activitat sobre el xilà fins ara.
L’anàlisi estructural de la família de xilanasa 5, va demostrar que el domini catalític constitueix un plegament en forma de barril (β/α)₈. Tanmateix, mentre que els barrils β s'alineen bé amb diferents enzims de la família 5, les hèlixs α i els loops es veuen alterats, mostrant diferències de posicionament, orientació i longitud.
Dels quatre enzims de la família 5 que presenten activitat carboximetil cel·lulasa i xilanasa, només la xilanasa 23 de P. Ruminicola té una activitat més alta contra el xilà, on l'activitat carboximetil cel·lulasa representa únicament el 18% del total de l’activitat. En canvi, EngB de C. Cellulovorans es va trobar que era més actiu sobre liquenans, amb aproximadament un 15% d'activitat sobre carboximetil cel·lulosa i 14% en xilà.
Els patrons d'acció dels enzims de la família 5 amb semblances de seqüències amb els enzims de la família 30 també semblen variar d'un a un altre. Només aquests enzims de A. punctata ME-1, E. chrysanthemi D1 i T. reesei s'han caracteritzat en aquest sentit, i si bé el primer sembla ser una endoxilanasa, que produeix xilotriosa i xilooligosacàrids superiors, el segon és una glucuronoxilanasa i el tercer una exoxilanasa. Dels enzims esmentats anteriorment, només s'ha determinat l'estructura de XynA d'E. chrysanthemi (1,42 Å resolució). Xyn A és un compost de dos dominis, el domini més gran conté el lloc catalític i mostra un plegament (β/α)₈ de barril mentre que el domini petit probablement funciona com a un domini d’unió de xilà i té un plegament de barril β9. Els dos dominis estan connectats per dos pèptids enllaçadors i 11 ponts d'hidrogen i interaccions hidrofòbiques. Aquest tipus de plegament es va descriure originalment per a la triosa-fosfat isomerasa (TIM barril) i el posicionament dels residus de glutamat implicats en la catàlisi de la carboxi-terminal de les fulles β 4 i 7 és una característica comuna de totes aquestes estructures. Avui en dia es classifiquen dins el clan GH-A.

###### Família 8
La família 8 (antiga família D) està formada principalment per cel·lulases (EC 3.2.1.4), però també conté quitosanases (EC 3.2.1.132), liquenases (EC 3.2.1.73) i endo-1,4-β-xilanases (EC 3.2.1.8). És una família de ràpida expansió; van passar de 18 membres, inclosa una xilanasa, al 2001, a 61 membres, incloses quatre xilanases, al 2004. S'han aïllat tres de les xilanases de Bacillus sp. mentre que el quart és un enzim adaptat al fred aïllat del bacteri antàrtic Pseudoalteromonas haloplanktis conegut comTAH3a.
Tant les xilanases de Bacillus sp. com TAH3a tenen un alt pes molecular (46 i 45 kDa, respectivament) però TAH3a també té un pI elevat (pH 9,5), cosa que no s’ha determinat per la xilanasa de Bacillus sp. A més, s’ha trobat que tots dos són òptimament actius a pH 6,5 i només són actius sobre el xilà i inactius sobre cel·lulosa, carboximetilcel·lulosa, midó, liquenà i quitosà. La xilanasa TAH3a s’ha trobat que hidrolitza el xilà a principalment xilotriosa i xilotetraosa i és més actiu quan els xilo-oligsacàrids són de cadena llarga. De forma similar a les xilanases de la família 11, contenent una gran  escletxa d'unió del substrat que conté almenys sis residus d’unió de xiloses, amb el lloc catalític al mig.
Els enzims d’aquesta família es pleguen en forma de barril (α/α)₆ (comuns entre altres glicosidases inversores) distorsionat format per sis hèlixs interiors i sis exteriors i com a tal es poden classificar, amb la família 48, al clan GH-M. Tanmateix, en contrast a les proteïnes amb estructura de barril (α/α)₆, l'enzim xilanasa TAH3a té una hèlix extra a prop de l'extrem amino. El nucli globular té una estructura esfèrica generalment distorsionada amb una llarga escletxa de caràcter àcid que travessa la superfície molecular a l'extrem N-terminal de les hèlixs interiors mentre que els residus catalítics (glutamat i aspartat) es troben a prop l'un de l'altre i prop del mig de l'escletxa.

###### Família 10
Aquesta família està formada per endo-1,4-β-xilanases (EC 3.2.1.8), endo-1,3-β-xilanases (EC 3.2.1.32) i cel·lobiohidrolases (EC 3.2.1.91). Els principals enzims d'aquesta família són les endo-1,4-β-xilanases, però, estudis d'especificitat de substrat han revelat que aquests poden no ser totalment específics per al xilà sinó que també poden ser actius sobre substrats de cel·lulosa de baixa massa molecular, particularment aril-cel·lobiòsids i certs oligosacàrids. En consonància amb la família 11 de xilanases, però en contrast amb les xilanasa de la família 8 TAH3a, els membres d'aquesta família també són capaços d'hidrolitzar aril-β-glicòsids de xilobiosa i xilotriosa. A més, aquests enzims són altament actius sobre xilo-oligosacàrids curts, indicant que tenen llocs d'unió de substrat petits. Anàlisis d'estructura cristalogràfics, anàlisis cinètics de l'activitat sobre xilo-oligosacàrids de diferents mides i anàlisis del producte final han indicat que la família 10 de xilanases normalment tenen de quatre a cinc llocs d'unió al substrat
Estudis d’hidròlisi també han demostrat que la majoria de les xilanases de la família 10 poden atacar l'enllaç xilosídic sobre el residu no reductor substituït o enllaç 1,3-β, però només es pot escindir en el tercer enllaç xilosídic després d’un residu substituït i el segon després d'un enllaç 1,3-β. Això indica que els subllocs de la posició no reductora (per exemple, els subllocs -1, -2) són més específics que aquells de la posició reductora (sublloc +1) del lloc d'escissió.
Molts enzims de la família 10 són modulars, és a dir, contenen un mòdul d'unió de carbohidrats connectat al domini catalític per un enllaç flexible. Fins ara, les úniques estructures cristal·lines de xilanases que es coneixen de longitud completa eren les de la família Xyn10A de Streptomyces olivaceoviridis que mostra un petit domini d'unió al substrat enllaçat per una regió rica en Gly/Pro, i Xyn10C de Cellvibrio japonicus que conté un hidrat de carboni mòdul d'enllaç de la família 15. Intents de cristal·litzar altres xilanases de la família 10 en les seves formes multidominis intactes no han tingut èxit fins ara, possiblement a causa de la mobilitat d'aquests enzims permès per la flexibilitat dels enllaços que connecten el dominis. Tot i això es sap que mostren un plegament (β/α)₈ en forma de barril. L'estructura s'ha comparat a un bol d'amanida, on observem una cara de la molècula amb un radi gran (aproximadament 45 Å) a causa d'una elaborada arquitectura de loop, mentre que la cara contraria consisteix en girs simples α/β, d’un radi d’aproximadament 30 Å. Això és similar al plegament descrit pels enzims de la família 5 i juntament amb aquesta família formen part del clan GHA. De fet, aquestes dues famílies estan molt relacionades i a més de compartir un plegament comú tenen el mateix tipus de mecanisme catalític i comparteixen diversos residus comuns. No obstant això, la família 10 de xilanases són una família més reduïda i tenen un alt percentatge de residus idèntics i espacialment equivalents així com desviacions RMS molt més petites entre residus equivalents (0,95 ± 0,11 Å) en els seus membres en comparació amb la família 5.

###### Família 11
A diferència de totes les altres famílies comentades fins ara, aquesta família és monoespecífica, està formada únicament per xilanases. A més, aquestes xilanases són autèntiques xilanases ja que són actives exclusivament sobre substrats que contenen D-xilosa. Per tant, aquests enzims són més específics per al xilà que la resta i normalment no contenen dominis addicionals. Els enzims de la família 11 es caracteritzen generalment per a pI alt, un pes molecular baix, un mecanisme catalític de doble desplaçament i dos glutamats que actuen com a residus catalític. Solen tenir dominis catalítics de 180-200 residus i una estructura de plegament de β-jelly roll. Trobem dos, o tres fulles β i les seves cares hidrofòbiques s'ajunten entre si per formar-se el nucli hidrofòbic de la proteïna. Només una hèlix α està present i normalment s'empaqueta contra la cara hidrofòbica de la segona fulla β. Aquest tipus d'estructura també s'ha descrit per a les endoglucanases de la família 12, així les dues famílies s'han agrupat en la mateixa clan, clan GH-C.
Comparacions de les propietats catalítiques de les xilanases en les dues grans famílies,10 i 11, mostren que les xilanases de la família 10 presenten una versatilitat catalítica més gran o inferior especificitat de substrat que els enzims de la família 11, i també pot mostrar activitat en alguns substrats cel·lulòsics com els aril cel·lobiòsids (a diferència de la familia 11). A més, en contrast amb la família 10 de xilanases, però en comú amb la família 8 TAH3a les xilanases de la família 11 mostren una activitat més gran sobre xilooligosacàrids de cadena llarga, el que indica que tenen llocs d'unió al substrat més grans. Per exemple, xilanases de la família 11 de Schizophyllum commune i A. niger tenen almenys set subllocs d’unió al substrat, mentre que, com ja s'ha dit, els enzims de la família 10 tenen de quatre a cinc subllocs. D'acord amb això, els enzims de la família 10 produeixen productes d'hidròlisi més petits de heteroxilans i rodimenans (β-1,3-β-1,4-xilà), hidrolitzant encara més els oligosacàrids que són alliberats d'aquests polisacàrids per les xilanases de la família 11.
Els substituents de la cadena xilana semblen afectar les xilanases de manera diferent i apareixen per constituir un obstacle estèric més greu per als membres de la família 11. De fet, una de les diferències entre les dues grans famílies de xilanases és que la família 11 hidrolitzen regions no substituïdes de xilà, mentre que les corresponents de la família 10 són capaces d'atacar regions “decorades” del polisacàrid.

###### Família 7 i 43
Fins ara, només s'ha identificat un enzim que presenta activitat xilanasa en cadascuna d'aquestes famílies i, per tant, la seva importància com a famílies que contenen xilanases no és clar. A més, cap enzim estudiat és una xilanasa veritable: l'enzim de la família 7, EGI (Cel7B) de T. reesei, és una endo-β-1,4-glucanasa inespecífica (EC 3.2.1.4) i la família 43 XYND de Paenibacillus polymyxa té tant activitat xilanasa com α-L-arabinofuranosidasa.
Enzims de la família 7 tenen característiques comunes amb ambdues famílies 10 i 11 de xilanases. Tenen un alt pes molecular i baix pI, així com un petit lloc d'unió del substrat, aproximadament quatre subllocs, amb el lloc catalític al mig, similar a la familia 10 de xilanases. D'altra banda, com la família 11, aquest enzim mostra un plegament amb estructura de β-jelly roll. Tanmateix, tot i que les estructures centrals d'aquest enzim i de la família 11 de xilanases són semblants, hi ha diferències, com ara: variacions en la ubicació, longitud i orientació dels elements estructurals fora del nucli de la molècula, la presència de quatre hèlixs α helicoïdals curtes en contraposició a una única en la família 11 i diferències en el tipus i conformació dels aminoàcids que recobreixen el lloc actiu, diferències suficients per classificar la família 7 en el clan GH-B amb els enzims de la família 16, i no al clan GH-C amb la família 11.
Malauradament, no s’han dut a terme estudis de les característiques fisicoquímiques o funcionals dels enzims de la família 43 de les xilanases. De fet, els membres d’aquesta família no ha estat tan estudiada com alguns de les altres famílies de glucosidases, i s’ha fet l’aproximació que els membres d'aquesta família poden mostrar un plegament en forma de propulsor β. A més, els residus de glutamat i aspartat del centre de l'escletxa superficial en forma de V formada a través de la cara del propulsor β s'han suggerit com a residus catalítics. Aquesta família s’ajunta junt amb la família 62 al clan GH-F i, com també s'ha demostrat per als enzims de la família 8, es creu que els seus membres catalitzen la hidròlisi mitjançant el mecanisme de desplaçament únic.

#### β-Xilosidases
Com s'ha esmentat anteriorment, la degradació eficient dels xilans requereix no només l'acció de xilanases sinó també la cooperació d'altres enzims com les β-xilosidases (β-1,4-xilosidases, EC 3.2.1.37), que hidrolitzen la xilobiosa i xilooligosacàrids de cadena curta generats per l'acció de les xilanases, alliberant residus β-D-xilopiranosil de l'extrem no reductor. Les β-xilosidases purificades normalment no hidrolitzen el xilè, sinó que el seu millor substrat és la xilobiosa i la seva afinitat pels xilooligosacàrids és inversament proporcional al seu grau de polimerització.
Les  β-xilosidases s'agrupen en les famílies de glicosidases 3, 39, 43, 52 i 54. Moltes β-xilosidases també mostren activitat transxilosidasa, permetent la formació de productes de pes molecular superior al substrat de partida i, per tant, la producció de noves substàncies que contenen xilosa en condicions adequades. Les β-xilosidases tenen una funció important després que el xilà ha patit un número d’hidròlisis successives per les xilanases. Aquesta reacció condueix a l’acumulació d’oligòmers curts de β-D-xilopiranosil, que poden inhibir a les endoxilanases, i és llavors quan les β-xilosidases hidrolitzen aquests productes, eliminen la causa de la inhibició i incrementen l'eficiència en la hidròlisi de xilà.
Quant a la ubicació de les β-xilosidases, en fongs filamentosos poden estar retingudes dins del miceli (intracel·lulars) o ser alliberades el medi de cultiu (extracel·lulars). Tot i això, les β-xilosidases produïdes per bacteris i llevats estan principalment associats a la cèl·lula.

#### α-D-Glucuronidases
Aquests enzims (EC 3.2.1.131) hidrolitzen enllaços α-1,2 entre residus d'àcid glucurònic i les unitats de la cadena de β-D-xilopiranosil trobades al glucurononoxilà, i es troben exclusivament a la família de les glicosidases 67. Malgrat el seu paper en la biodegradació de xilà, no hi ha molts exemples d'aquests enzims. Alguns mostren activitat només en xilooligòmers curts o molècules model petites, però l'especificitat pel substrat varia amb la font microbiana i per tant, algunes glucuronidases poden hidrolitzar el polímer intacte. Destacar que els grups acetil propers als substituents de glucuronosil poden impedir parcialment l’activitat de les α-D-glucuronidases.

#### Acetil xilà esterases
Les acetil xilà esterases (EC 3.1.1.72) eliminen els grups acetils de les posicions 2 i/o 3 dels compostos de xilà acetilats. Aquests enzims són un descobriment tardà, probablement perquè l'extracció alcalina utilitzada pels xilans altament acetilats tendeix a eliminar els grups acetils del xilà.
Les acetil xilà esterases tenen un paper important en la hidròlisi del xilà ja que els grups acetil poden dificultar l’activitat dels enzims que escindeixen la cadena principal del xilà, i per tant, l'eliminació d'aquests substituents facilita l'acció de les xilanases.

#### Esterases d'àcid hidroxicinàmic
Les esterases d'àcid ferúlic i d'àcid p-cumàric (EC 3.2.1.73) escindeixen els enllaços èster entre l’arabinosa de les cadenes laterals i residus de feruloil o p-cumàril, respectivament. L'alt rendiment de les esterases ferúliques i p-cumàriques produïdes pel fong Neocallimastix i altres fongs anaeròbics del rumen sembla que proporcionen a aquests microorganismes un avantatge sobre els bacteris en conferir-los la capacitat de degradar i utilitzar arabinoxilans lligats a èsters fenòlics.

### Arabinoxilà
L’arabinà consisteix en un esquelet d'arabinoses (pentosans) unides amb enllaços α-1,5 al qual s’enllacen residus de L-arabinofuranosil mitjançant enllaços α-1,3 i α-1,2. Aquests residus d’arabinofurasil terminals reductors s’uneixen a través de la ramnosa a fragments de l'esquelet de ramnogalacturà de la molècula de pectina.
Al voltant del 80% de la cadena principal dels heteroxilans està altament substituïda per cadenes laterals monomèriques d'arabinosa o àcid glucurònic lligat a O-2 i/o O-3 de residus de xilosa, donant lloc als arabinoxilans.
Els arabinoxilans són un grup heterogeni de polisacàrids en el qual varien els patrons de substitució i el grau de polimerització. Estan formats per una cadena lineal de xiloses unides per enllaços glicosídics β-1,4, a la qual s’uneixen residus d’arabinosa mitjançant enllaços glicosídics α-1,3 o α-1,2, o ambdós. La xilosa pot presentar dos graus de substitució en funció del número de residus d’arabinosa. El terme “grau de substitució” es refereix al nombre d’unitats d’arabinoses unides a la cadena principal de xiloses, i també es descriu com la relació arabinosa-xilosa (A/X). Tant el grua de substitució com la distribució de les cadenes laterals són factors importants en les característiques fisicoquímiques dels arabinoxilans.
En funció de la seva solubilitat, els arabinoxilans es classifiquen en: extraibles en aigua (WEAX, water extractable arabinoxylan) i no extraibles en aigua (WUAX, water unextractable arabinoxylan). Els WEAX són extraibles a temperatura ambient, mentres que els WUAX requereixen d’un tractament alcalí per a la seva extracció. A més de la seva solubilitat, les principals diferencies entre WEAX i WUAX és que aquests últims són d’un pes molecular més alt i posseeixen major diversitat en les cadenes laterals, ja que a més d’arabinosa contenen àcid glucurònic, galactosa i grups acetil.
Als cereals els WEAX es troben principalment a l'endosperma, i els WUAX s’ubiquen tant a la capa aleurona com en el pericarpi. La quantitat d’arabinoxilans en un teixit vegetal pot variar segons el gènere, així com per factors ambientals i els estats de desenvolupament (estat de maduresa). En general, el contingut de WEAX és menor (0.5% a 3%, p/p) a l'endosperma dels cereals (blat, sègol, ordi) que el de WUAX (20% a 30%, p/p) en el pericarpi dels mateixos.
L’obtenció d’arabinoxilans es duu a terme per extracció aquosa o extracció alcalina, ja sigui utilitzant el gra del cereal complert o teixits específics del mateix. L'extracció aquosa s’utilitza per obtenir els WEAX principalment a partir de farina de blat, amb un rendiment d’extracció entre 0.5 i 6%.
A la paret cel·lular del pericarpi, WUAX forma entrecreuaments covalents i físics amb altres constituents de la paret cel·lular, el que dona com a resultat una estructura insoluble en aigua. En aquest cas s’utilitza l'extracció alcalina, amb la qual els WUAX són separats d'altres components de la paret cel·lular per a després ser hidrolitzats i transformats en cadenes més curtes i aconseguir la seva solubilitat en aigua.
Com que l'estructura dels arabinoxilans és molt variable i complexa, és necessari l’activitat de les arabinases (pentosanases) les quals tenen diverses especificitats de substrat i són necessàries per a la hidròlisi d’aquests pentosans i la producció de L-arabinosa. Hi ha dos tipus d’arabinases segons el mètode d’acció: exo-α-L-arabinofuranosidases (EC 3.2.1.55), que degrada p-nitrofenil-α-L-arabinofuranòsits i arabinases ramificades, i endo-1,5-α-L-arabinosidasa (EC 3.2.1.99), que només hidrolitza arabinases lineals. La majoria de les arabinases investigades són de tipus exo.

#### Exo-α-L-arabinofuranosidases
Les α-L-arabinofuranosidases (EC 3.2.1.55) són enzims d'acció exo que catalitzen la divisió dels residus terminals d'arabinosa de les cadenes laterals de xilà (arabinoxilans) i altres polisacàrids que contenen arabinosa. Són enzims clau involucrats en la degradació de la lignocel·lulosa, ja que eliminen les cadenes laterals de les hemicel·luloses.
Aquests enzims poden hidrolitzar enllaços 1,3 i 1,5-α-arabinosil de l’arabinà i representen enzims potencials que limiten la velocitat en la degradació del xilà, especialment aquells substrats procedents de residus agrícoles, com ara fibra de blat de moro i palla d'arròs.
Les α-L-arabinofuranosidases s'han classificat en quatre famílies de glicanases (famílies 43, 51, 54 i 62) depenent de la semblança de la seqüència d'aminoàcids). Les dues famílies (51 i 54) d' α-L-arabinofuranosidases també es diferencien en l'especificitat de substrat per a polisacàrids que contenen arabinosa. Beldman et al. (1997) resumeixen les classificacions d’α-L-arabinofuranosidases basades en les especificitats del substrat en: (1) no actives sobre polímers; (2) actives sobre polímers; i (3) arabinofuranohidrolases, específiques dels arabinoxilans. Un altre tipus de α-L-arabinofuranosidases s’ha descrit en Erwinia carotovora la qual allibera trisacàrids d'arabinosa de l'extrem no reductor de l'1,5-α-L-arabinà, i no mostra activitat sobre α-L-arabinòsids sintètics.

#### Endo-1,5-α-L-arabinosidasa
Hi ha un altre grup d'enzims que degrada l'arabinà de forma endo i s'anomenen endo-1,5-α-L-arabinosidasa (EC 3.2.1.99) i és un enzim clau en la degradació completa de la paret cel·lular vegetal. Catalitza la divisió interna dels residus α-1,5-L-arabinofuranosil d'arabinà desramificat, arabinà lineal i oligosacàrids d’arabinà curts (grau de polimerització de 2 a 8). L'endo-1,5-α-L-arabinosidasa té una activitat marginal cap a l'arabinà de remolatxa sucrera.

## Esquema pentosanases
| ENZIM                                                 | MÈTODE D'ACCIÓ/SUBSTRAT | NÚMERO EC      | FAMÍLIA GLICOSÍDICA          | CLASSIFICACIÓ CATALÍTICA |
| ----------------------------------------------------- | --- | -------------- | ---------------------------- | ------------------------ |
| Exo-β-1,4-xilanasa                                    | Hidrolitza enllaços β-1,4-xilosa unida a xilooligosacàrids alliberant xilobiosa                                                           | (EC 3.2.1.37)  | 3,39,43,52,54                | Glucosilhidrolases       |
| Endo-β-1,4-D-xilanasa                                 | Hidrolitza enllaços β-1,4 fent talls interns a l'atzar a la cadena principal del xilà, alliberant xilooligosacàrids                       | (EC 3.2.1.8)   | 5,8,10.11,43                 | Glucosilhidrolases       |
| β-xilosidases                                         | Elimina residus de xilosa dels exterms no reductors dels xilooligosacàrids curts i xilibiosa, donant lloc a xilosa                        | (EC 3.2.1.8)   | 3,39,43,52,54                | Glucosilhidrolases       |
| α-D-glucuronidases                                    | Elimina les cadenes laterals d'àcid glucorònic a l'hidrolitzar els enllaços α-1,2-glucosídics amb els glucuronoxilans                     | (EC 3.2.1.139) | 67                           | Glucosilhidrolases       |
| Acetil xilà esterases                                 | Allibera els grups acetilats a l'hidrolitzar enllaços èster a acetilxilans                                                                | (EC 3.1.1.72)  | Carbohidratases 1, 1,2,3,4,5 | Carbohidratoesterases    |
| Esterases d'àcid ferúlic i Esterases d'àcid p-cumàric | Eliminen l'àcid ferúlic i p-cumàric de les arabinoses a l'hidrolitzar enllaços feruliol-èster i p-Cumàril-èster amb xilans                | (EC 3.1.1.73)  | Carbohidratases 1            | Carbohidratoesterases    |
| α-L-arabinofuranosidasa                               | Elimina les cadenes laterals d'arabinosa a l'hidrolitzar l'enllaç entre arabinofuranosa a l'extrem no reductor dels arabinoxilans         | (EC 3.2.1.55)  | 3,43,51,54,62                | Glucosilhidrolases       |
| Endo-1,5-α-L-arabinosidasa                            | Catalitza la divisió interna dels residus α-1,5-L-arabinofuranosil d'arabinà desramificat, arabinà lineal i oligosacàrids d’arabinà curts | (EC 3.2.1.99)  | 3,43,51,54,62                | Glucosilhidrolases       |

## Aplicació Industrial
A l’última dècada, l’ús de les pentosanases microbianes com a catalitzadors ha atret una gran atenció degut al seu gran potencial biotecnològic en varis processos industrials. Les pentosanases tenen un potencial enorme per a augmentar la producció de varis productes útils de forma més econòmica. És per això que les pentosanases constitueixen un dels grups d’enzims industrials més importants.
Les pentosanases es van començar a utilitzar al 1980, inicialment en la preparació d’aliments d’animals i més tard en les industries d’aliments, tèxtil i de paper. Actualment, les pentosanases i les cel·lulases, junt amb les pectinases, representen el 20% del mercat mundial d’enzims.

### Aplicacions alimentàries

#### Elaboració de pa

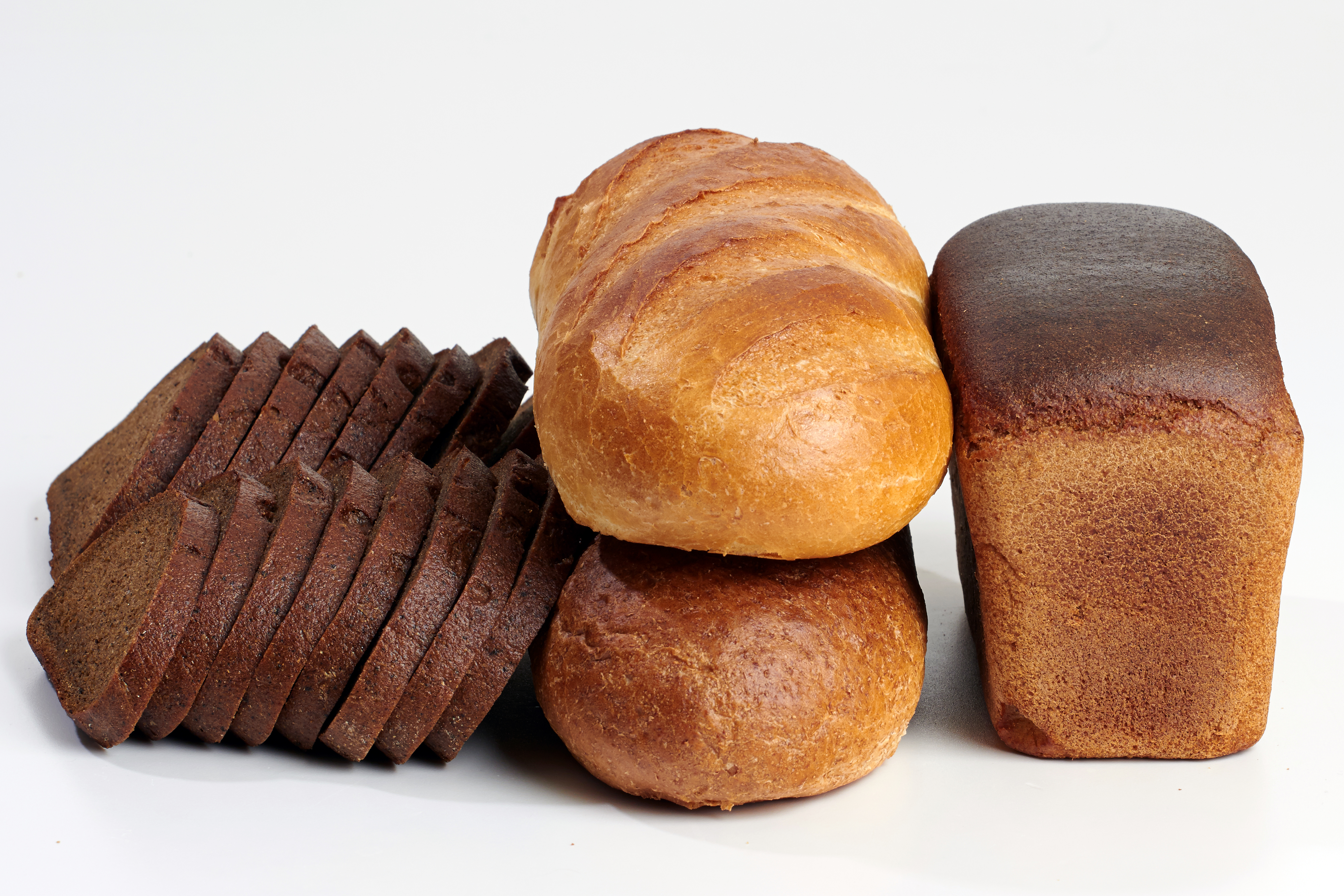
masa de pa

Utilitzant pentosanases s'ha obtingut pa amb un major volum específic, degut principalment a la conversió d'arabinoxilans insolubles en solubles d'alt pes molecular. També s'ha obtingut una molla de pa fresc amb menys valors de fermesa i de masticabilitat, és a dir, les pentosanases permeten obtenir una molla més tendra, més fàcil de mastegar.
Aquests enzims també produeixen una disminució de la velocitat d'enduriment de la molla, és a dir, permeten disminuir l'envelliment ràpid del pa que es duu a terme amb el pas del temps. S'ha pogut observar que retarden la velocitat de retrogradació del midó. Això és així perquè les pentosanases retenen aigua durant la cocció del pa de forma que, posteriorment aquesta aigua pot ser subministrada gradualment al midó, cosa que permet mantenir més temps el pa tendre.
A més, la presència de pentosanases fa que s'acceleri la formació de la molla, aconseguint una ràpida fermesa en la seva estructura, el que permet reduir el període de precocció.

##### Efectes en la massa del pa
A la farina de blat hi ha un petit percentatge de pentosans que ronda el 4%. Aquests compostos poden ser solubles o insolubles de forma que quan s'afegeixen pentosanases a les masses, es modifiquen els pentosans presents. Les masses en què s'inclou aquest enzim en l'elaboració, presenten més contingut de pentosans solubles i disminueix significativament el contingut dels insolubles. Els pentosans solubles milloren el comportament del pa mentre que els insolubles el perjudiquen, ja que amb els primers el maneig de les masses resulta més fàcil i són més extensibles, sense que això redundi en la pèrdua de resistència ni en un increment de la enganxositat, millorant així la seva capacitat per ser laminades i modelades.A més, poden trencar els enllaços entre els pentosans i les proteïnes augmentant així la quantitat de proteïna disponible i reduint la desorganització de la xarxa proteica.
En les masses elaborades amb farines de sègol en alts percentatges, la utilització de les pentosanases és més important, ja que la presència d'arabinoxilans en aquestes farines és molt més gran que en les de blat, i la seva funcionalitat en aquest tipus d'elaboracions és bàsica per a un correcte procés de panificació.
Les barreges de gluten-pentosanases van permetre que la massa exercís menys resistència a la deformació i la matriu viscoelàstica va tenir una menor recuperació després de la deformació. L'agregat d'enzim permet per tant una disminució de la viscositat i consistència del gluten, ja que l'enzim promou un desplegament més gran de la xarxa proteica i una major extensibilitat.
Destacar també que s’ha observat que les pentosanases provoquen una lleu disminució de l'estabilitat i la tolerància de la massa al procés d’amassat. L’acció d’aquests enzims condueixen a canvis en les interaccions de proteïnes, aigua i els altres components de la massa fent que aquesta sigui més extensible. Les pentosanases permeten, per tant, que la massa desenvolupi una major extensibilitat durant la fermentació sense perdre la capacitat de retenir les molècules de CO₂.

#### Extracció del café

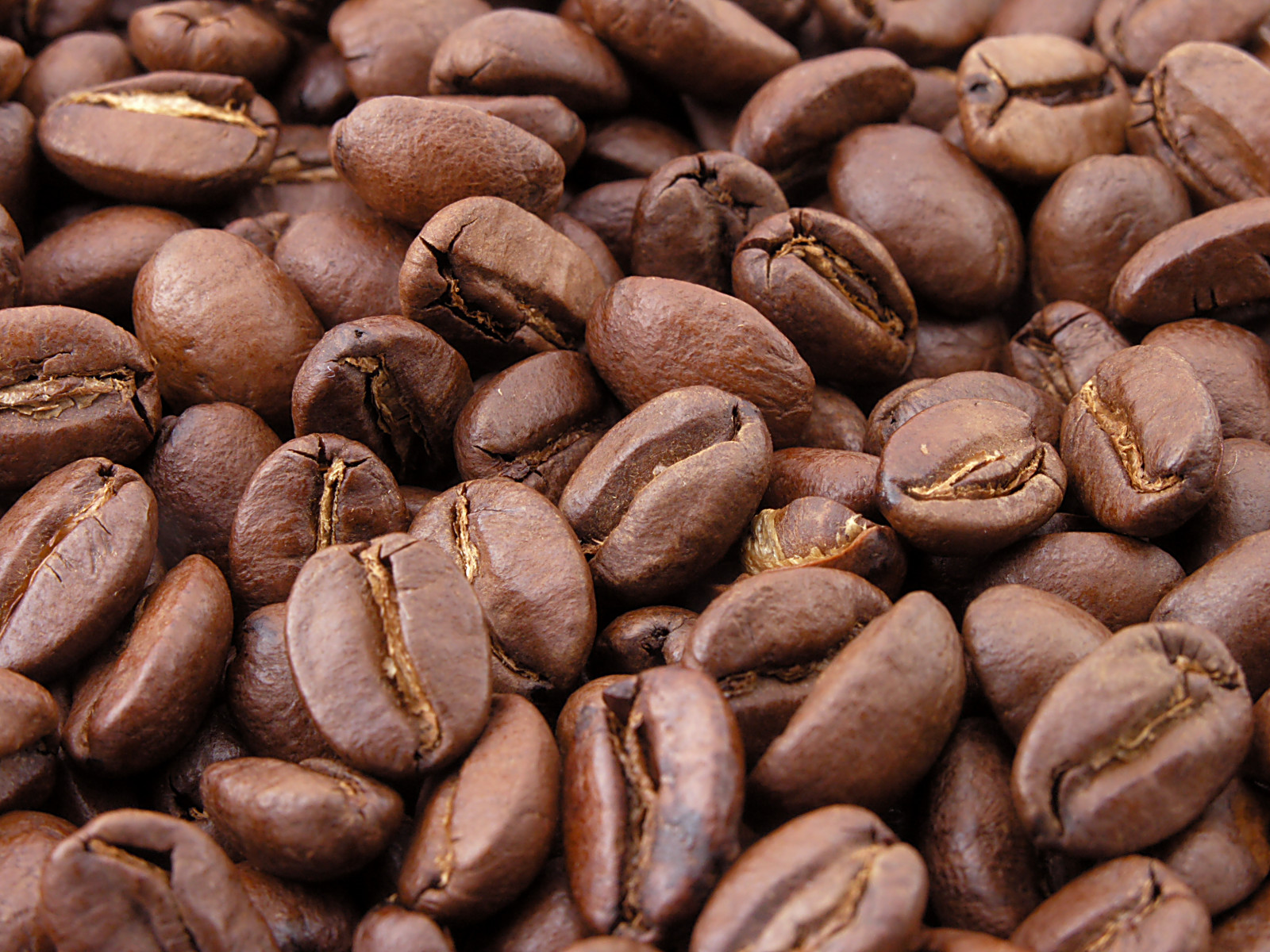
Grà de café

Durant el procés d’extracció del cafè, per exemple, per a la producció de cafè soluble o instantani, s’utilitzen altes temperatures per aconseguir la hidròlisi i la solubilització dels carbohidrats del gra de cafè. Però les altes temperatures usades poden provocar la degradació i/o pèrdua de components valuosos com els components aromàtics i, fins i tot, pot provocar la formació de productes no desitjats a l'extracció de cafè.
Per evitar els efectes no desitjats de les altes temperatures s’utilitza un preparat enzimàtic que inclou cel·lulasa i pentosanases, més concretament xilanases, i que es posa en contacte amb els grans de cafè en una solució aquosa.
La xilanasa actua trencant el xilà dels grans de cafè i produint oligosacàrids de manera que es redueix molt la viscositat del cafè. El fet de reduir la viscositat millora molt l'eficiència en la concentració i assecatge del producte resultant de manera que el cost de producció de cafè instantani es pot reduir.
També es poden utilitzar les xilanases per extreure carbohidrats addicionals dels grans de cafè ja tractats amb mètodes d’extracció convencionals. El producte resultant es pot utilitzar com a edulcorant o texturitzant en productes alimentaris i begudes o com a ingredient en altres productes.

#### Extracció de midó
El sucre de la pulpa de la remolatxa pot ser fraccionat en pectina, cel·lulosa i arabinosa utilitzant α-L-arabinofuranosidasa. Els millors rendiments s’obtenen amb 100 U/g de pulpa de remolatxa de cada enzim actuant significativament: 100% de la arabinosa i 91,7% de la pectina.

#### Alimentació animal

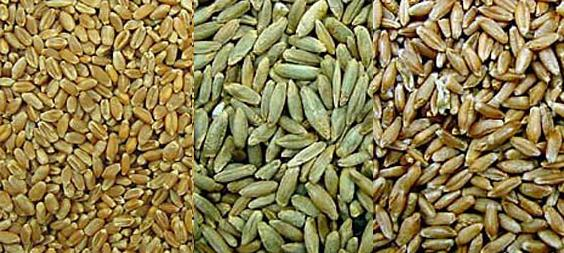
Llavors de blat i sègol

S’ha vist que en pollastres una dieta basada en sègol o blat provoca problemes com la viscositat dels excrements i, en els exemplars de menys edat, escàs aprofitament i baix creixement. Això succeeix perquè la paret cel·lular de l'endosperma de les llavors està format principalment per cadenes d’arabinoxilans amb moltes ramificacions les quals confereixen una elevada viscositat a les solucions d’aquests aliments. L’increment de la viscositat redueix la digestibilitat ja que es produeix una interferència en el moviment de les partícules i dels soluts al llarg del lumen de l’intestí i per tant, disminueix la conversió de l’aliment i disminueix la taxa de creixement.
L’addició a la dieta d’aquests animals de pentosanases capaces de degradar els pentosans d’aquests aliments s’ha comprovat que redueix la viscositat i augmenta considerablement la conversió de l’aliment i el creixement.
De manera semblant, la interacció entre endo-xilanases i arabinofuranosidases facilita molt la degradació dels arabinoxilans de la paret millorant la seva digestibilitat pels remugants. De la mateixa manera, el pretractament amb xilanases millora les propietats nutricionals d’ensitjats i pinsos.

#### Producció de vi

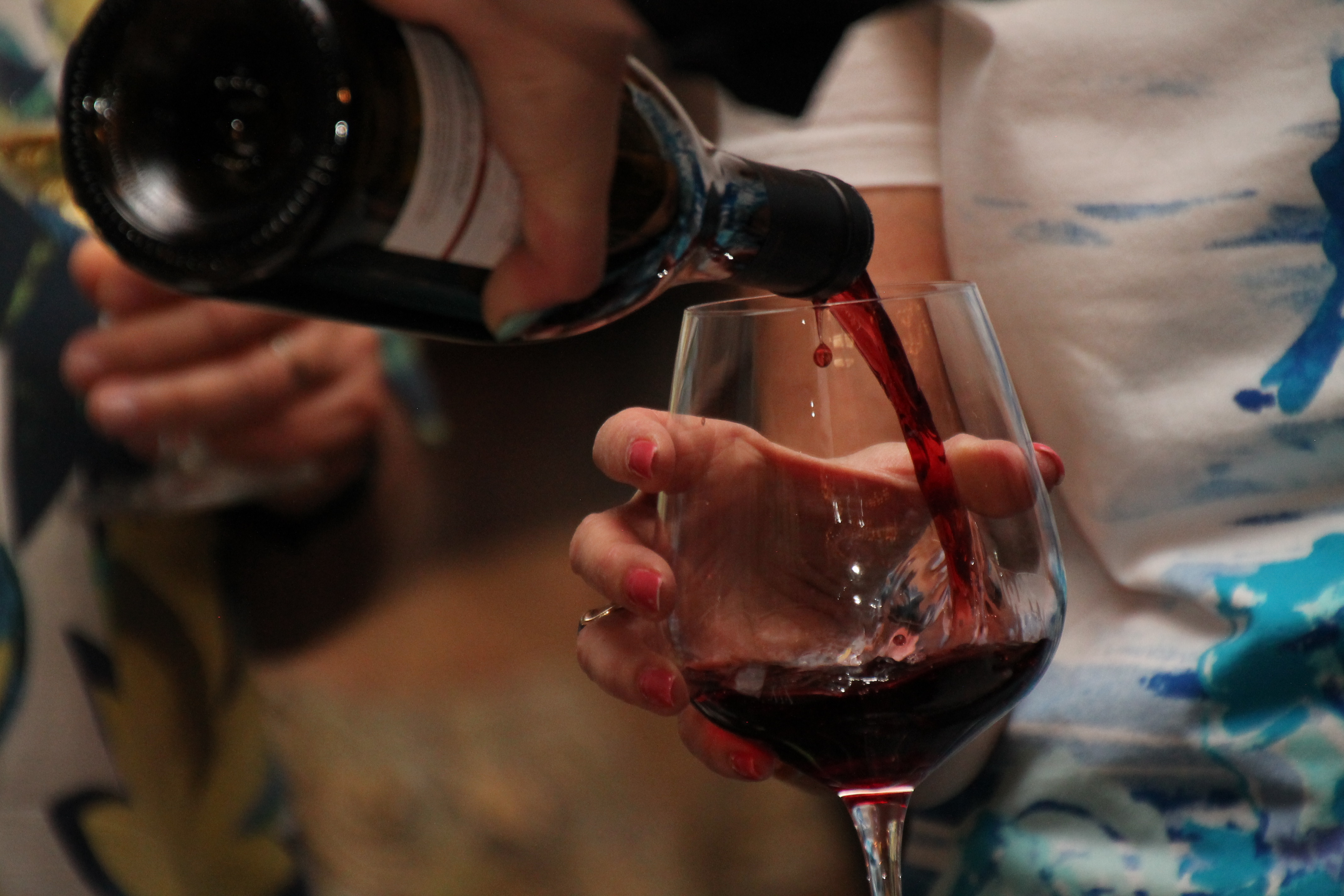
Vi negre

Els monoterpens del raïm contribueixen a l’aroma del vi. Aquests components estan al most, tant de forma lliure com en forma de precursors. Els terpens units glicosídicament poden ser alliberats per hidròlisi enzimàtica en dues fases. Primer l’arabinofuranosidasa de A. niger actua sobre el monoterpenil α-L-arabinofuranosilglucòsids del raïm alliberant monoterpenil β-D-glucòsids i arabinosa. Després una β-glicosidasa allibera els monoterpenils. Així doncs, amb aquest procediment es poden obtenir vins més aromàtics.
També s’utilitzen a pentosanases en combinació amb altres enzims per donar lloc a un augment en l'extracció d'antocians del raïm donant com a resultat la millora en la intensitat del color del vi.
A més, les xilanases s’utilitzen junt amb pectinases, cel·lulases i glucanases per millorar la maceració del most, clarificar-lo i millorar el rendiment en la producció de vi.

#### Producció de cervesa

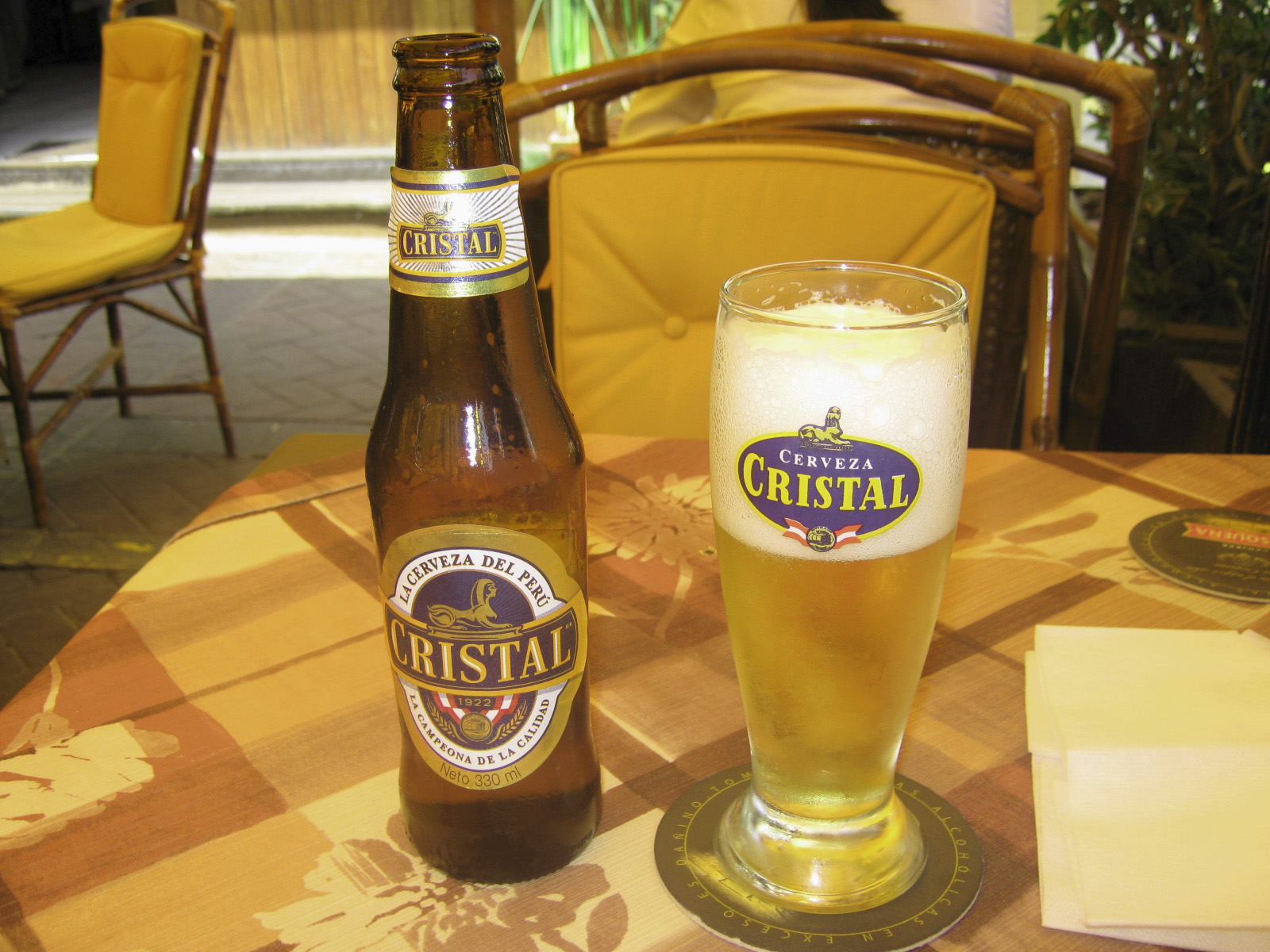
Cervesa

En el procés de fabricació de la cervesa, durant el maltatge, l'ordi allibera xilanasa que actua sobre els arabinoxilans. Després del β-glucà, l’arabinoxilà és el polisacàrid més abundant a l'endosperma del gra d’ordi. En el procés de fabricació de cervesa, la presència d’arabinoxilans provoca una alta viscositat del most, una baixa capacitat de filtració i la formació de pòsits. A l'elaboració de la cervesa doncs, la xilanasa té un paper molt important eliminant la major quantitat possible d’arabinoxilans. El problema és que a la malta, la xilanasa es troba en molt baixa concentració i es va desactivant amb el temps. Per tant, afegint xilanasa per exemple obtinguda de Trichoderma reesei, aconseguim disminuir la viscositat i millorar la capacitat de filtració i disminuir el risc de formació de pòsits.

#### Producció d'olis vegetals
En el procés convencional d’extracció d’oli, prèviament a l'extracció per solvent s’ha de trencar les parets cel·lulars de les llavors mitjançant processos com el llaminat, la cocció o la trituració. L'extracció assistida per una mescla de pectinases, cel·lulases i pentosanases (més concretament xilanases) permet trencar les parets cel·lular de manera més eficient. Els enzims s’utilitzen com un pretractament previ a l'extracció per solvent o al premsat assistit per enzims. En ambdós casos s’aconsegueix un millor rendiment d’extracció. En el cas de l'extracció per premsat, l’us d’enzims permet utilitzar una temperatura inferior que en el procés convencional, obtenint-se un oli de major qualitat.
El procediment enzimàtic previ al premsat mecànic s’ha utilitzat en olis d’oliva verge i en olis de girasol, colza, i cotó. El pretractament enzimàtic seguit d’extracció amb solvent s’ha estudiat per la soja i el girasol.
L'extracció aquosa és un altre sistema d’extracció d’oli que pot ser millorat amb l’ús, en aquest cas simultani, de pentosanases. En aquest cas, l’acció dels enzims fa que les farines d’extracció tinguin una menor quantitat de compostos no desitjats i permet que l’oli pugui ser refinat físicament sense necessitat de fer el desgomat.

#### Altres aplicacions alimentàries
Els enzims que degraden l’arabinà poden ser utilitzats per facilitar el processat de fruites i verdures.
S’utilitza xilanasa, juntament amb pectinasa i carboximetilcel·lulasa i amilasa per eliminar la terbolesa deguda tant a materials pèctics com a altres materials suspesos en un sistema col·loïdal estable.
També es poden utilitzar les xilanases per produir xilooligosacàrids a partir de residus agroindustrials com per exemple fragments de panotxes de blat de moro. Aquests xilooligosacàrids poden ser utilitzats en alimentació perquè presenten molts avantatges respecte a altres oligosacàrids com una major estabilitat davant canvis de pH o de temperatura, i el seu efecte beneficiós per a la salut, com el seu efecte estimulador del creixement de la microbiota intestinal i inhibidor del creixement dels microorganismes patògens. També estimulen la producció d’àcids grassos volàtils i redueixen la incidència de les úlceres d’estómac.

### Altres aplicacions industrials

#### Obtenció de biocombustible
Les pentosanases utilitzades sinèrgicament amb altres enzims (ligninases, mananases, glucanases, etc) es poden utilitzar per obtenir biocombustibles com l'etanol i el xilitol a partir de biomassa lignocel·lulòsica. El procés requereix primer la deslignificació de la lignocel·lulosa per separar la cel·lulosa i l’hemicel·lulosa de la lignina. El segon pas és la despolimerització de les cadenes de cel·lulosa i hemicel·lulosa per produir sucres lliures, seguit de la fermentació de sucres mixtes de pentosà i hexosa per produir etanol.

#### Obtenció de productes químics i farmacèutics
Les xilanases en combinació amb hemicel·lulases i proteases s’ha utilitzat per la fabricació de suplements alimentaris o per tractar la baixa digestió
La biomassa lignocel·lulòsica rica en xilà, s’hidrolitza mitjançant xilanases per obtenir etanol i xilitol.
Primer es realitza la deslignificació de l’hemicel·lulosa i després s’hidrolitza l’hemicel·lulosa amb xilanases i altres hemicel·lulases per produir sucres com per exemple unitats β-D-xilopiranosil. Tot seguit aquests sucres són fermentats per llevat (Pichia stipitis i Candida schehatae) donant etanol i xilitol.
El xilitol és un polialcohol amb un elevat poder edulcorant que presenta l’avantatge que no és cariogènic i a més està indicat per pacients amb diabetis i infeccions respiratòries, desordres en el metabolisme dels lípids i lesions renals i parenterals. S’utilitza en un gran nombre de productes comercials com per exemple els xiclets o la pasta de dents. La seva obtenció mitjançant xilanases ha despertat una gran expectativa ja que els procediments convencionals són costosos i a més durant el procés s’alliberen, a part de sucres, productes secundaris tòxics que poden ser inhibidors de l’activitat microbiana.

#### Indústria del paper
En la fabricació de paper, el blanqueig és el procés d’eliminació de la lignina de les polpes per obtenir una polpa brillant i completament blanca. Aquest procés és necessari per la presència de lignina residual i els seus derivats que fan que la polpa resultant tingui un color marronós. Per eliminar la lignina calen grans quantitats de productes químics a base de clor i hidrosulfur de sodi, l’ús dels quals genera substàncies orgàniques clorades que poden ser tòxiques i són persistents i resistents a la biodegradació constituint una important font de contaminació ambiental.
Les pentosanases, més concretament, les xilanases, han demostrat ser útils en el blanqueig de la polp, ja que actuen hidrolitzant el xilà, fet que facilita l’alliberament de la lignina. L’ús d’aquests enzims permet reduir l’ús de clor com a agent de blanqueig i reduir la producció de contaminant. Les xilanases destinades al blanqueig de la polpa han de tenir característiques especial. En primer lloc, no han de tenir acció cel·lulasa per evitar que danyin les cadenes de cel·lulosa que són part principal de les fibres de la pasta del paper. Altre requisit és que tinguin estabilitat a altes temperatures fet pel qual s’han utilitzat xilanases produïdes per bacteris termòfils com Thermomyces lanuginosus.

#### Indústria tèxtil
S’han utilitzat xilanases sense activitat cel·lulolítica per processar fibres de plantes com el lli o la xarpellera. El procediment consisteix en incubar els talls de la planta amb xilanases per alliberar les llargues fibres de cel·lulosa intactes. Conjuntament amb enzims pectolítics, les xilanases poden aplicar-se al desengomat de fibres com lli, sisal, jute i rami.

Estructura furfural

#### Producció de furfural
El furfural és un aldehid aromàtic de 5 carbonis de fórmula C₅H₄O₂ que té nombroses aplicacions com la fabricació de plàstics, herbicides, insecticides, fungicides, en la síntesi de polímers o com a biocombustible.
Per a la seva producció s’utilitzen residus de la producció agrícola com ara closca de civada, blat de moro, bagàs de canya, deixalles de fusta, blat, etc. Tots aquests subproductes són rics en pentosans com el xilà. Aquests pentosans es sotmeten a la hidròlisi àcida per produir furfural. Les pentosanases poden facilitar la hidròlisi d’aquests pentosans millorant la producció.

#### Altres aplicacions
S’utilitzen xilanases en la producció de raió, cel·lofana i per obtenir èsters de cel·lulosa (acetats, nitrats, propionats i butirats) i èters de cel·lulosa (carboximetil cel·lulosa, metil i etilcel·lulosa). Tots ells s’obtenen dissolvent la pulpa i purificant les fibres d'altres carbohidrats.
També s’han utilitzat xilanases per la conversió del xilà a xilosa en les aigües residuals provinents de la indústria agrícola o alimentària.
Les pentosanases intervenen també en la producció de surfactants com els alquil glicòsids, per mitjà d’un procés de transglicosilació directe del xilà.